# The Sims Stories
The Sims Stories este o serie de jocuri „laptop friendly” care nu au nevoie de o placă video independentă, rulând și pe calculatoare mai slabe din punctul de vedere al cerințelor de sistem. Face parte din seria de jocuri The Sims. 

## Jocurile
- The Sims Life Stories (2007)
- The Sims Pet Stories (2007)
- The Sims Castaway Stories (2008)

The Sims Stories Collection include toate cele trei jocuri și a fost lansat în Europa pe 4 decembrie 2008.